# 歐榛
歐榛（學名：Corylus avellana）也稱歐洲榛，落葉灌木，春天長出下垂的柔荑花序，秋天結出成串堅果。是一種原生在歐洲與亞洲西部的榛屬植物。南至不列顛群島、希臘、伊比利半島、土耳其與賽普勒斯，北至斯堪地納維亞中部、東至烏拉山中部、高加索與伊朗的西北方都有分佈。

## 用途
堅果可生食，還可製作糖果、蛋糕和利口酒，堅果炸出的油用於烹飪、香料按摩油、肥皂及潤滑油中。葉可作為菸草的代用品。

## 圖覽

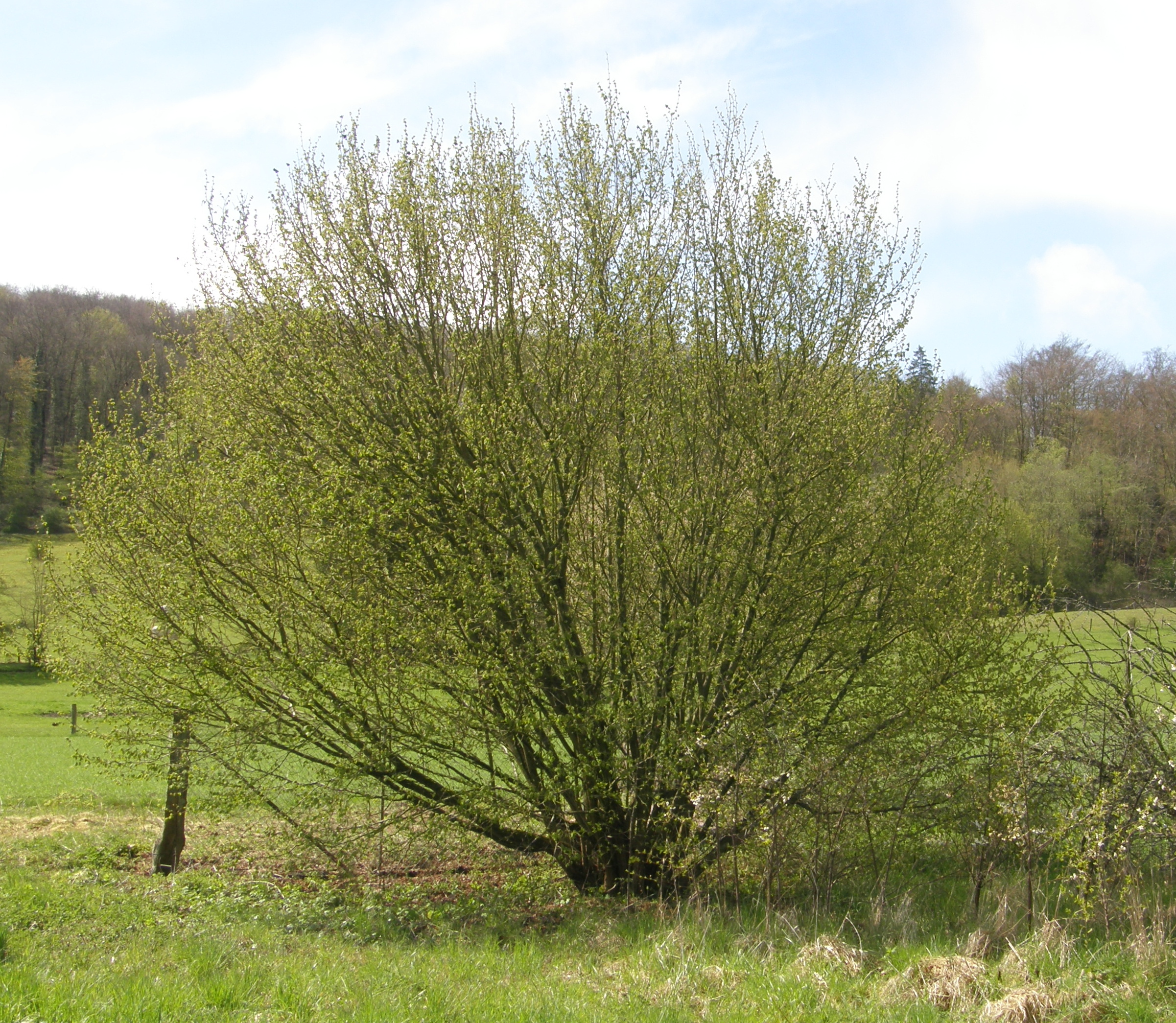
植株 (栽植種)
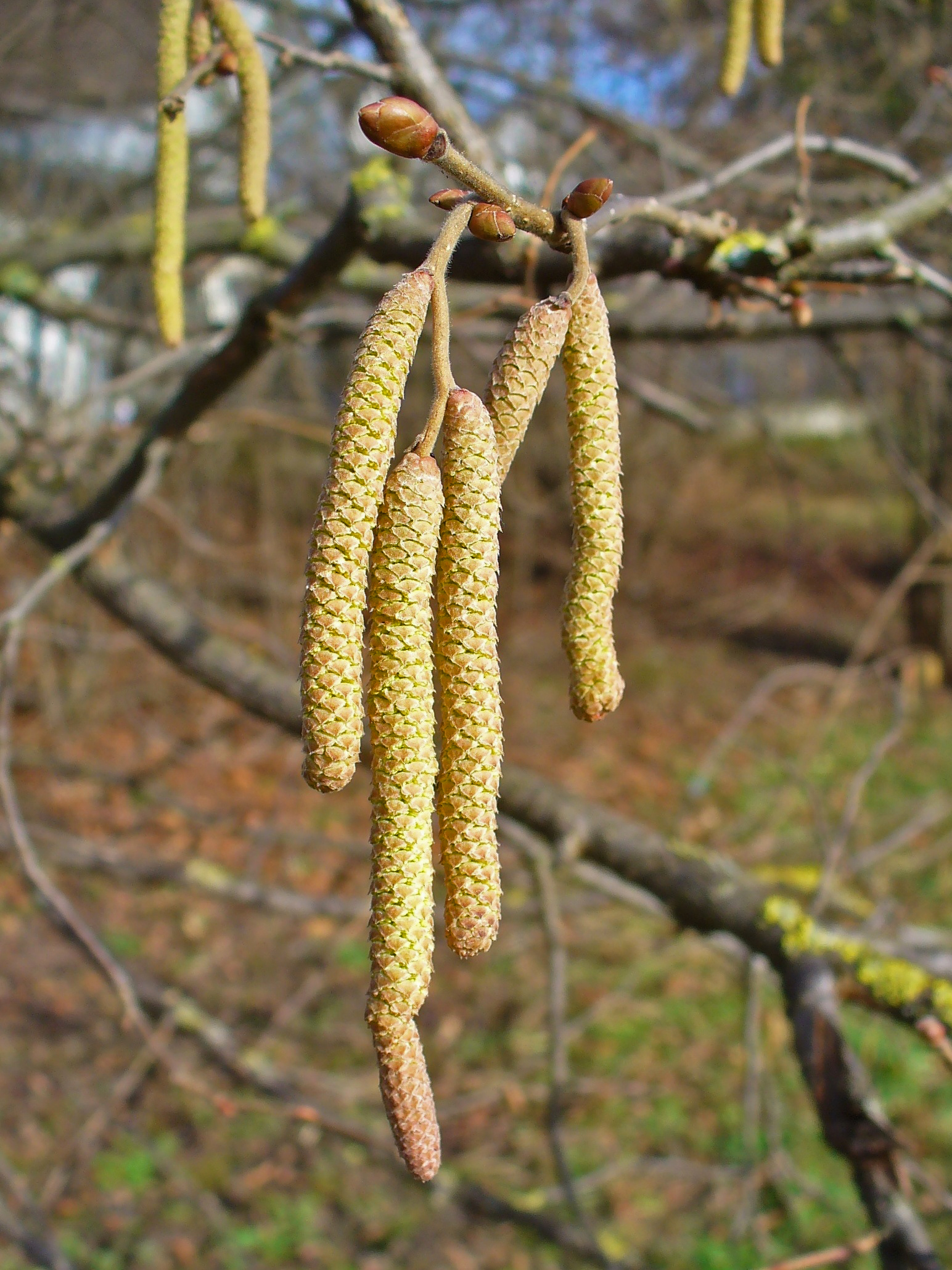
雄花
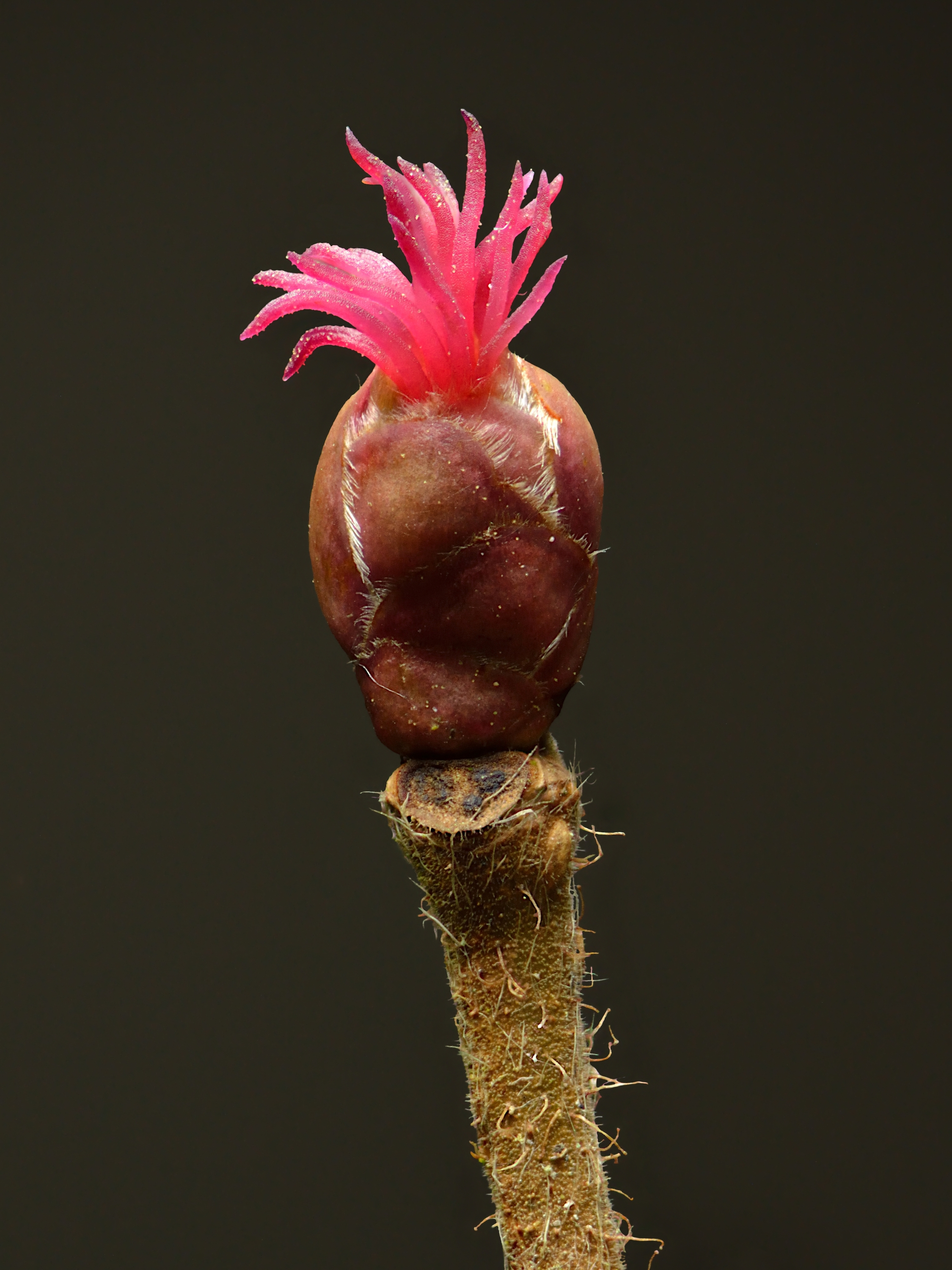
雌花
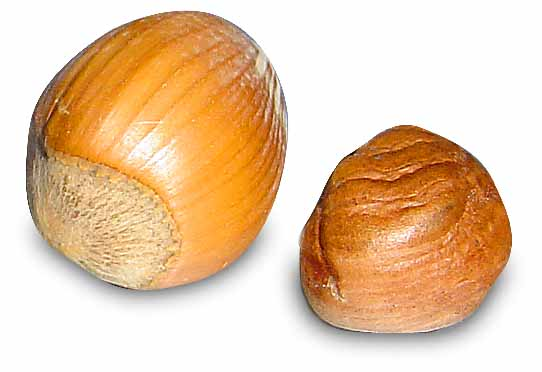
堅果

## 文獻
1. ↑  世界藥用植物圖鑑 頁100，Lesley Bremness 著，貓頭鷹出版社 ISBN 978-986-7001-99-3